# Erste Kamtschatkaexpedition

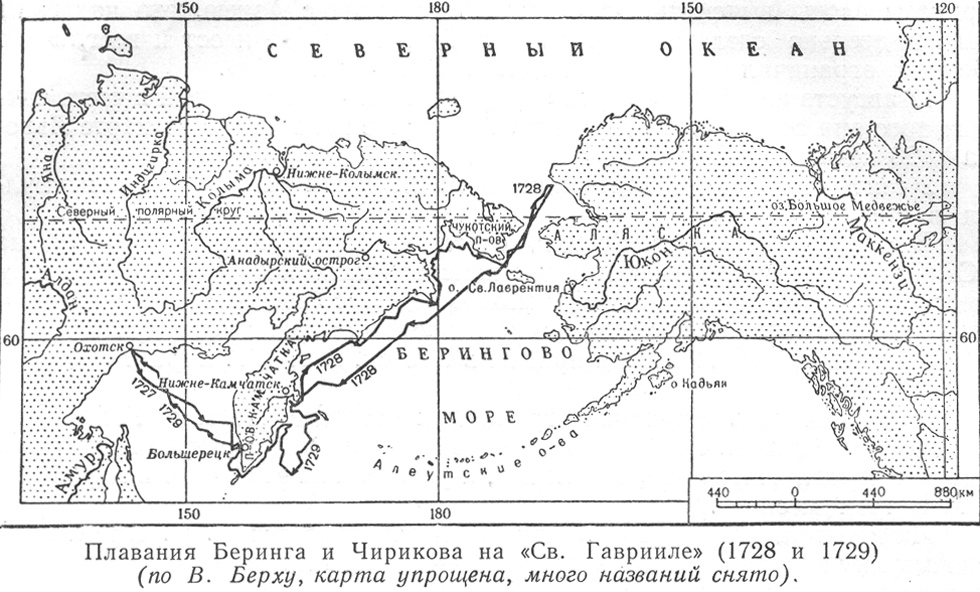
Weg der Ersten Kamtschatkaexpedition, Karte von Wassili Berch (Berg)

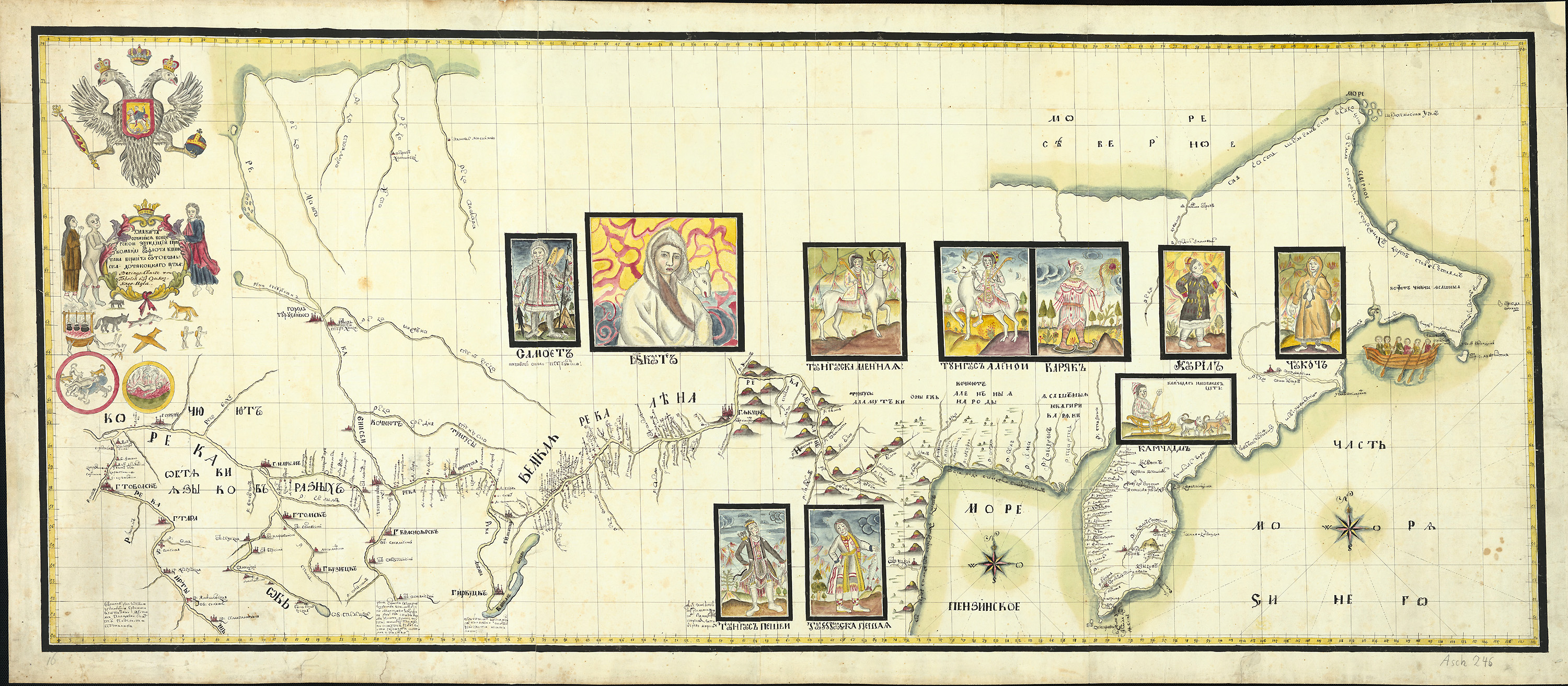
Karte des Reisewegs der Ersten Kamtschatkaexpedition von Tobolsk nach Kamtschatka von Pjotr Tschaplin (gest. 1765)

Die Erste Kamtschatkaexpedition war eine zwischen 1728 und 1730 durchgeführte Forschungs- und Entdeckungsreise unter der Leitung des dänischen Marineoffiziers Vitus Bering (1681–1741), die noch der russische Zar Peter I. im Geist der Aufklärung angeregt und geplant hatte. 
Zu den Aufgaben der Expedition gehörte die Feststellung der Ostgrenze des Russischen Reiches sowie der Beweis einer Landverbindung zwischen Asien und Amerika. Die Expedition brach im März 1725 in St. Petersburg auf und erreichte Kamtschatka auf dem Landweg 1728. Einer der Teilnehmer war der Steuermann Pieter Lassenius. Bering entdeckte die Sankt-Lorenz-Insel und durchsegelte die Beringstraße, ohne das amerikanische Festland zu sichten. Er konnte keinen Beweis für eine Landbrücke vorlegen. Auch konnte er die Tschuktschen-Halbinsel nicht kartieren. Nach seiner Rückkehr im März 1730 war die Akademie der Wissenschaften von den Ergebnissen enttäuscht.
Zur Vorgeschichte und zum Verlauf siehe Vorgeschichte der Zweiten Kamtschatkaexpedition, die Bering zu seiner Rehabilitierung vorschlug.
2022 wurde bekannt, dass sich in der Gottfried Wilhelm Leibniz Bibliothek – Niedersächsische Landesbibliothek ein deutschsprachiges Manuskript mit dem Titel „Journal of Captain Behring“ befindet. Es gilt als das vollständigste bekannte Exemplar der Urtextversion von Berings Bericht über die Expedition. Vermutlich wurde das Manuskript anfangs in London verwahrt und kam nach dem Ende der Personalunion zwischen Großbritannien und Hannover von 1837 nach Hannover. In der hannoverschen Bibliothek befindet sich außerdem eine illustrierte Landkarte unter dem Titel  „Charte über Siberien“, die unter Bering erstellt wurde.